# Gloria Rodríguez Santo
Gloria Rudi Rodríguez Santo (Melo, 26 de octubre de 1960) es una periodista y política uruguaya, perteneciente al Partido Nacional.

## Biografía
Gloria Rodríguez nació en 1960 en Melo, Departamento de Cerro Largo. Su padre era policía y su madre, trabajadora doméstica. Sus padres conocieron a Jorge Silveira Zavala, dirigente del Partido Nacional en Cerro Largo, quien fue quien le transmitió la ideología. En 1991, luego de divorciarse, se mudó a Montevideo con sus hijos y su bisabuela, debido a ciertos problemas de salud de su hijo; se instaló en el barrio Malvín Norte. Trabajó como secretaria en el Colegio María Auxiliadora, como adscripta y como funcionaria del Ministerio de Transportes y Obras Públicas, y del Ministerio de Educación y Cultura. Estudió periodismo en el Instituto Profesional de Enseñanza Periodística (IPEP).
Inició su militancia en la década de los 90, repartiendo papeletas de la Lista 71, de la facción herrerista del Partido Nacional en Malvín Norte. Durante la crisis económica de 2002, instaló un comedor comunitario que alimentó a 70 niños de la zona. Desde entonces se ha dedicado al trabajo comunitario en asentamientos.
Se presentó en elecciones generales de 2014 como miembro del sector Todos de Luis Lacalle Pou, resultando electa Representante Nacional para la XLVIII Legislatura. Asumió el cargo el 15 de febrero de 2015, convirtiéndose en la primera mujer afrouruguaya en ocupar un escaño en la cámara baja de la Asamblea General. En las elecciones generales de 2019 fue elegida senadora en la lista del Herrerismo, para la XLIX Legislatura, siendo la primera mujer afrodescendiente en acceder a un escaño senatorial en Uruguay.
A mediados de septiembre de 2024 anunció su salida del Herrerismo e incorporación al sector D centro, como suplente de Beatriz Argimón en su candidatura a la Cámara de Senadores por la Lista 5.